# 乌来双盖蕨
乌来双盖蕨（学名：Diplazium uraiense）为蹄盖蕨科双盖蕨属下的一个种。

## 扩展阅读
- 維基物種上的相關：乌来双盖蕨